# Nagysebességű vasútvonalak listája
Ez a lista a világ meglévő, épülő vagy tervezés alatt álló nagysebességű vasútvonalait (minimum sebesség: 200 km/h) tartalmazza, országonkénti bontásban. A lista nem teljes.

## Európa

### Ausztria
Ausztriában a negysebességű vonat neve Railjet. Ezenkívül még átjárnak hozzá a német ICE motorvonatok is, továbbá az ÖBB-nek van 4 db ICE 3-as motorvonata. Nincs nagysebességű vasútvonal, de jelenleg folyik a Westbahn átépítése és a sebesség emelése.
| Vonal               | Vonal                                                                                  | Maximális sebesség | Hossz                       | Üzembehelyezés       | Vonattípus                         | Áramrendszer   | Biztosító berendezés |
| ------------------- | -------------------------------------------------------------------------------------- | ------------------ | --------------------------- | -------------------- | ---------------------------------- | -------------- | -------------------- |
| Üzemben             | Bécs–Linz (Westbahn)                                                                   | 230/250 km/h       | 177 km                      | 2013                 | ICE, Railjet, EC, IC, Teher, Regio | 15 kV, 16,7 Hz | LZB, PZB             |
| Építés alatt        | Kundl–Baumkirchen (Új Alsó-Inn-völgyi vasútvonal)                                      | 220 km/h           | 40 km                       | 2012 (Építés alatt)  | Railjet, EC, Teher                 | 15 kV, 16,7 Hz | ETCS, LZB, PZB       |
| Építés alatt        | Graz–Klagenfurt (Koralmbahn)                                                           | 250 km/h           | 124 km                      | 2018 (Építés alatt)  | Railjet, EC, IC, Teher             | 15 kV, 16,7 Hz | ETCS                 |
| Nemzetközileg épülő | Innsbruck–Franzensfeste (I) (Brenner-bázisalagút)                                      | 250 km/h           | 55 km (Inntaltunnel nélkül) | 2022 (Építés alatt)  | ICE/Eurostar Italia, EC, Teher     | 25 kV, 50 Hz   | ETCS                 |
| Tervezett           | Semmeringbasistunnel                                                                   | 250 km/h           | 27 km                       | 2016 (Építés alatt)  | railjet, EC, IC, Regio, Teher      | 15 kV, 16,7 Hz | LZB, PZB             |
| Tervezett           | Brannenburg (D)–Kundl (Új Alsó-Inn-völgyi vasútvonal) derzeit (09.2008) Trassenfindung | 220 km/h           | 25 km                       | 2015? (Építés alatt) | railjet, EC, Teher                 | 15 kV, 16,7 Hz | ETCS, LZB, PZB       |

| Vonal        | Vonal                            | Maximális sebesség | Hossz                | Üzembehelyezés      | Vonattípus                         | Áramrendszer   | Biztosító berendezés |
| ------------ | -------------------------------- | ------------------ | -------------------- | ------------------- | ---------------------------------- | -------------- | -------------------- |
| Üzemben      | Westbahn Sankt Pölten–Ybbs/Donau | 200 km/h           | 47 km                | 2001                | ICE, EC, IC, Teher                 | 15 kV, 16,7 Hz | LZB, PZB             |
| Üzemben      | Westbahn Amstetten–St Valentin   | 200 km/h           | 40 km                | 2003                | ICE, EC, IC, Teher                 | 15 kV, 16,7 Hz | LZB, PZB             |
| Üzemben      | Westbahn St. Valentin - Asten    | 200 km/h           | 11 km                | 2007                | ICE, EC, IC, Teher                 | 15 kV, 16,7 Hz | LZB, PZB             |
| Építés alatt | Westbahn Bécs–Sankt Pölten       | 230 km/h           | 43 km (Wolf/Au felé) | 2013 (Építés alatt) | ICE, railjet, EC, IC, Teher, Regio | 15 kV, 16,7 Hz | LZB, PZB             |
| Építés alatt | Westbahn Asten–Linz              | 200 km/h           | 18 km                | 2009 (Építés alatt) | ICE, railjet, EC, IC, Teher, Regio | 15 kV, 16,7 Hz | LZB, PZB             |
| Építés alatt | Westbahn Ybbs/Donau–Amstetten    | 200 km/h           | 17 km                | 2013 (Építés alatt) | ICE, railjet, EC, IC, Teher        | 15 kV, 16,7 Hz | LZB, PZB             |

### Svédország

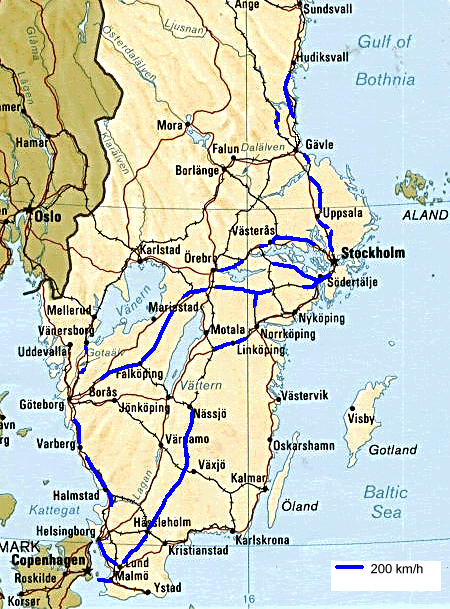
Svéd vasútvonalak 200 km/h sebességgel 2009-ben

| Vonal        | Vonal                                                              | Maximális sebesség              | Hossz  | Üzembehelyezés                                                         | Vonattípus                      | Áramrendszer   | Biztosító berendezés |
| ------------ | ------------------------------------------------------------------ | ------------------------------- | ------ | ---------------------------------------------------------------------- | ------------------------------- | -------------- | -------------------- |
| 70% Üzemben  | Katrineholm–Malmö, Södra stambanan, építés alatt                   | 200 km/h zu 70%                 | 480 km |                                                                        | SJ X2000 (Teher)                | 15 kV, 16,7 Hz | Svéd ATC             |
| 80% Üzemben  | Huddinge–Alingsås auf der Strecke Stockholm–Göteborg, építés alatt | 200 km/h zu 80%                 | 390 km | erster Teil 1990                                                       | SJ X2000 (IC, Teher)            | 15 kV, 16,7 Hz | Svéd ATC             |
| 75% Üzemben  | Kungsbacka–Lund auf der Strecke Göteborg–Malmö, újépítésű          | 200 km/h zu 75% 100 km/h zu 10% | 230 km | erster Bahnteil 1985, erste Züge mit 200 km/h 1992 Fertigstellung 2015 | SJ X2000 X31 (180 km/h) (Teher) | 15 kV, 16,7 Hz | Svéd ATC             |
| Üzemben      | Eskilstuna–Södertälje, újépítésű                                   | 200 km/h                        | 80 km  | 1997                                                                   | X40                             | 15 kV, 16,7 Hz | Svéd ATC             |
| Üzemben      | Jakobsberg–Västerås, újépítésű                                     | 200 km/h                        | 90 km  | 2001                                                                   | Regina/X40(IC, Teher)           | 15 kV, 16,7 Hz | Svéd ATC             |
| Üzemben      | Stockholm-Arlanda, újépítésű/építés alatt                          | 200 km/h zu 80%                 | 40 km  | 1999                                                                   | Regina/X40/ X3/SJ X2000         | 15 kV, 16,7 Hz | Svéd ATC             |
| Üzemben      | Gävle–Enånger, építés alatt újépítésű 40 km                        | 200 km/h                        | 105 km | 1999                                                                   | X2000/Regina (NZ, Teher)        | 15 kV, 16,7 Hz | Svéd ATC             |
| 75% Üzemben  | Uppsala–Gävle, építés alatt                                        | 200 km/h zu 75%                 | 110 km | Fertigstellung 2015                                                    | Regina/X40/X2000 (NZ, Teher)    | 15 kV, 16,7 Hz | Svéd ATC             |
| Építés alatt | Kramfors–Umeå, újépítésű                                           | 250 km/h                        | 190 km | 2010 (Züge dann maximal 200 km/h)                                      | X60/SJ X2000 (+ Teher)          | 15 kV, 16,7 Hz | ETCS level 2         |
| Építés alatt | Göteborg–Trollhättan Norge/Vänernbanan, újépítésű                  | 200–250 km/h                    | 80 km  | 2012 10% újépítésű ist 2007 in Betrieb aber mit 160 km/h               | Regina/BM73/? (+ Teher)         | 15 kV, 16,7 Hz | Svéd ATC             |
| Tervezett    | Umeå–Luleå, újépítésű                                              | 250 km/h                        | 270 km | 2020 (Tervezett)                                                       | ? (+ Teher)                     | 15 kV, 16,7 Hz | ETCS level 2         |
| Tervezett    | Göteborg–Borås, Linköping–Södertälje                               | 320 km/h                        | 220 km | 2025 (Tervezett)                                                       | ? (nincs Teher)                 | 15 kV, 16,7 Hz | ETCS                 |
| Idee         | Borås–Linköping                                                    | 320 km/h                        | 200 km | 2030 (Tervezett)                                                       | ? (nincs Teher)                 | 15 kV, 16,7 Hz | ETCS                 |

### Spanyolország

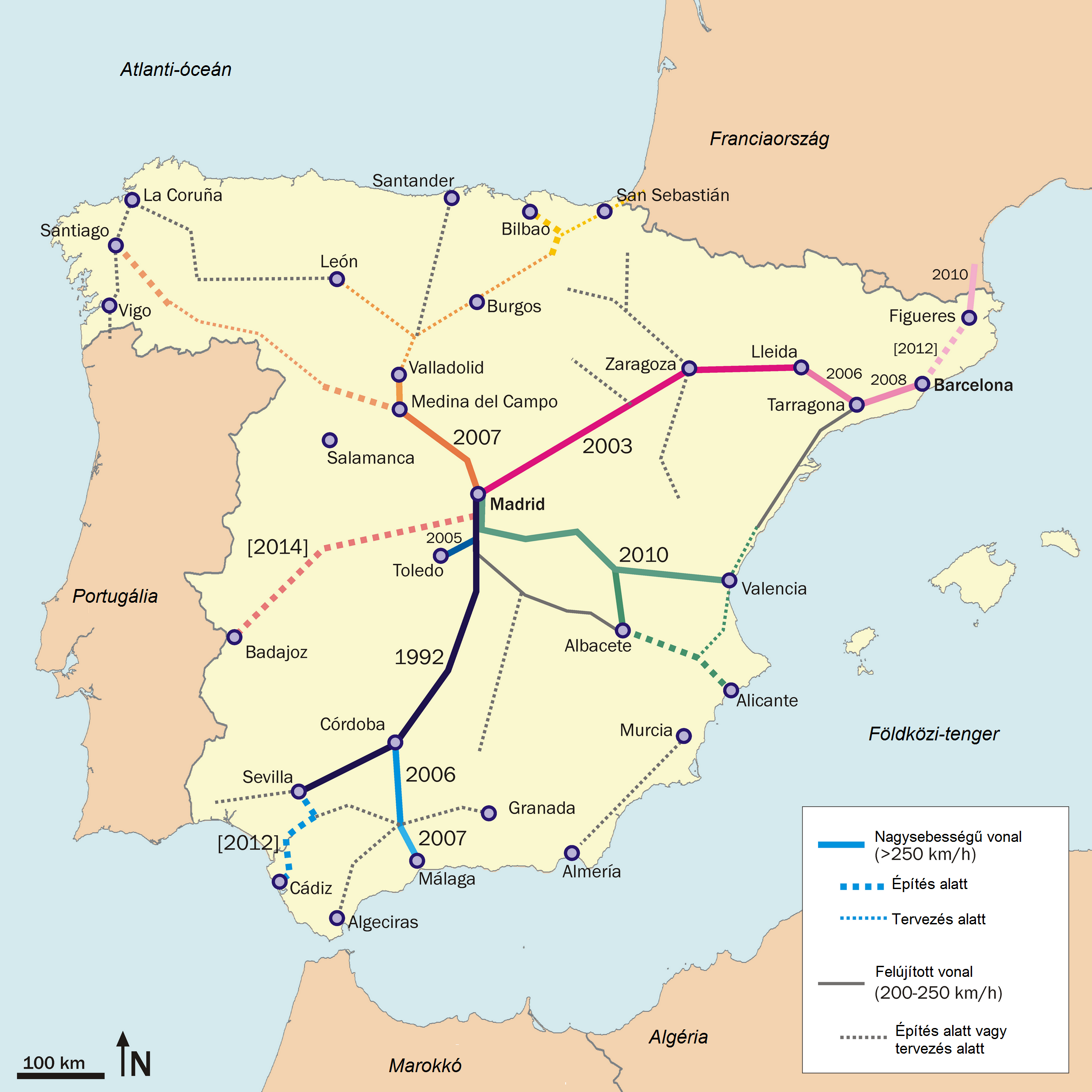
Nagysebességű vasutak Spanyolországban 2012-ben

| Vonal        | Vonal                        | Maximális sebesség | Hossz    | Üzembehelyezés   | Vonattípus                              | Áramrendszer | Biztosító berendezés                            |
| ------------ | ---------------------------- | ------------------ | -------- | ---------------- | --------------------------------------- | ------------ | ----------------------------------------------- |
| Üzemben      | Madrid–Sevilla               | 300 km/h           | 471,8 km | 1992             | AVE S-100                               | 25 kV, 50 Hz | ASFA 200 AVE, LZB                               |
| Üzemben      | Saragossa–Huesca             | 300 km/h           | 79 km    | 2003             | AVE S-102                               | 25 kV, 50 Hz | LZB                                             |
| Üzemben      | Madrid–Toledo                | 270 km/h           | 75 km    | 2005             | AVE S-104                               | 25 kV, 50 Hz | LZB, ETCS Level 1+2 (ETCS csak La Sagra-Toledo) |
| Üzemben      | Córdoba–Málaga               | 300 km/h           | 155 km   | 2007 december    | AVE 103 u. a.                           | 25 kV, 50 Hz | ETCS, LZB                                       |
| Üzemben      | Madrid–Segovia–Valladolid    | 300 km/h           | 179,6 km | 2007 december    | AVE S-102, Alvia S-130 u. a.            | 25 kV, 50 Hz | LZB, ETCS Level 1+2                             |
| Üzemben      | Madrid–Saragossa–Barcelona   | 300 km/h           | 621 km   | 2008 február     | AVE S-103, AVE S-102, Alvia S-120 u. a. | 25 kV, 50 Hz | ETCS Level 2                                    |
|              | LGV Perpignan–Figueres       |                    | 44,4 km  | 2010             |                                         | 25 kV, 50 Hz |                                                 |
| Építés alatt | Barcelona–Figueres           |                    |          | 2013             |                                         | 25 kV, 50 Hz |                                                 |
| Üzemben      | Sevilla–Utrera–Jerez–Cádiz   |                    |          |                  |                                         |              |                                                 |
| Építés alatt | Utrera–Bobadilla–Granada     |                    |          |                  |                                         |              |                                                 |
| Építés alatt | Albacete–Játiva              |                    |          |                  |                                         |              |                                                 |
| Építés alatt | Cuenca–Valencia              |                    |          | 2010 (tervezett) |                                         |              |                                                 |
| Építés alatt | Saragossa–Teruel             |                    |          |                  |                                         |              |                                                 |
| Építés alatt | Vitoria–Bilbao/San Sebastian |                    |          |                  |                                         |              |                                                 |
| tervezett    | Madrid–Lisszabon             |                    |          | bizonytalan      |                                         |              |                                                 |
| tervezett    | Bobadilla–Algeciras          |                    |          |                  |                                         |              |                                                 |

### Németország
Németországban a nagysebességű vonatok neve ICE, de Franciaországból még átjár a TGV is. Az ICE vonatok használják a hagyományos pályákat is, míg az ICE pályáját használja néhány EuroCity is.
|                     | Vonal                                                 | Maximális sebesség | Hossz          | Üzembehelyezés                                                 | Vonattípus                             | Áramrendszer                | Biztosító berendezés     |
| ------------------- | ----------------------------------------------------- | ------------------ | -------------- | -------------------------------------------------------------- | -------------------------------------- | --------------------------- | ------------------------ |
| Üzemben             | Augsburg–Olching–München                              | 200 km/h           | 42,7 km        | 1977                                                           | ICE, IC, TGV, Regio, Teher             | 15 kV, 16,7 Hz              | LZB, PZB                 |
| Üzemben             | Hamm–Bielefeld                                        | 200 km/h           | 67 km          | ab 1980                                                        | ICE, IC, Regio, Teher                  | 15 kV, 16,7 Hz              | LZB, PZB                 |
| Üzemben             | Augsburg–Donauwörth                                   | 200 km/h           | 36,5 km        | 1981                                                           | ICE, IC, Regio, Teher                  | 15 kV, 16,7 Hz              | LZB, PZB                 |
| Üzemben             | Hannover–Minden                                       | 200 km/h           | 64 km          | ab 1984                                                        | ICE, IC, Regio, Teher                  | 15 kV, 16,7 Hz              | LZB, PZB                 |
| Üzemben             | Hamburg–Münster                                       | 200 km/h           | 287,7 km       | 1986                                                           | ICE, IC, Regio, Teher                  | 15 kV, 16,7 Hz              | LZB, PZB                 |
| Üzemben             | Hannover–Hamburg                                      | 200 km/h           | 170 km         | 1987                                                           | ICE, IC, Regio, Teher, Metronom        | 15 kV, 16,7 Hz              | LZB, PZB                 |
| Üzemben             | Graben-Neudorf–Karlsruhe                              | 200 km/h           | 21 km          | 1987                                                           | ICE, IC, Regio, Teher                  | 15 kV, 16,7 Hz              | LZB, PZB                 |
| Üzemben             | Mannheim-Frankfurt                                    | 200 km/h           | 78 km          | 1991                                                           | ICE, IC, Regio, Teher                  | 15 kV, 16,7 Hz              | LZB, PZB                 |
| Újépítésű, Üzemben  | Hannover–Würzburg                                     | 280 km/h           | 327 km         | 1991                                                           | ICE, IC/EC, Teher                      | 15 kV, 16,7 Hz              | LZB, PZB                 |
| Újépítésű, Üzemben  | Mannheim–Stuttgart                                    | 280 km/h           | 99 km          | 1991                                                           | ICE, IC, TGV, Regio, Teher             | 15 kV, 16,7 Hz              | LZB, PZB                 |
| Üzemben             | Dinkelscherben–Augsburg                               | 200 km/h           | 20 km          | 1992                                                           | ICE, IC, Regio, Teher                  | 15 kV, 16,7 Hz              | LZB, PZB                 |
| Újépítésű, Üzemben  | Nantenbacher Kurve                                    | 200 km/h           | 11 km          | 1994                                                           | ICE, IC, Teher                         | 15 kV, 16,7 Hz              | LZB, PZB                 |
| Üzemben             | Lipcse–Riesa                                          | 200 km/h           | 66 km          | 1998                                                           | ICE, Regio, Lausitz-Express, Teher     | 15 kV, 16,7 Hz              | LZB, PZB                 |
| Üzemben             | Oebisfelde–Berlin                                     | 250 km/h           | 148 km         | 1998                                                           | ICE, IC, Regio, Teher                  | 15 kV, 16,7 Hz              | LZB, PZB                 |
| Üzemben             | Lehrte–Wolfsburg–Oebisfelde                           | 200 km/h           | 68 km          | 1998                                                           | ICE, IC, Regio, Teher                  | 15 kV, 16,7 Hz              | LZB, PZB                 |
| Üzemben             | Neustadt (Aisch)–Iphofen                              | 200 km/h           | 28 km          | 1999                                                           | ICE, IC, Regio, Teher                  | 15 kV, 16,7 Hz              | LZB, PZB                 |
| Újépítésű, Üzemben  | Köln–Rhein/Main                                       | 300 km/h           | 180 km         | 2002                                                           | ICE 3                                  | 15 kV, 16,7 Hz              | LZB, PZB                 |
| Üzemben             | Köln–Düren                                            | 250 km/h           | 39 km          | 2003                                                           | ICE 3M, Thalys, Regio, Teher           | 15 kV, 16,7 Hz              | LZB, PZB                 |
| Üzemben             | Hamburg–Berlin                                        | 230 km/h           | 286 km         | 2004                                                           | ICE, IC/EC, Regio, Teher               | 15 kV, 16,7 Hz              | LZB, PZB                 |
| Üzemben             | Rastatt Süd–Offenburg (siehe auch unten im Ausbau)    | 250 km/h           | 44 km          | 2004                                                           | ICE, IC, TGV, Teher                    | 15 kV, 16,7 Hz              | LZB, PZB                 |
| újépítésű, üzemben  | Nürnberg–Ingolstadt                                   | 300 km/h           | 90 km          | 2006                                                           | ICE, Regio                             | 15 kV, 16,7 Hz              | LZB, PZB                 |
| Üzemben             | München–Petershausen                                  | 200 km/h           | 29 km          | 2006                                                           | ICE, Regio, Teher                      | 15 kV, 16,7 Hz              | LZB, PZB                 |
| Üzemben             | Berlin–Halle/Leipzig                                  | 200 km/h           | 187 km         | 2006                                                           | ICE, IC, InterConnex, Regio, Teher     | 15 kV, 16,7 Hz              | LZB, ETCS Level 2, PZB   |
| Üzemben             | Hanau–Gelnhausen                                      | 200 km/h           | 16 km          |                                                                | ICE, IC, Regio, Teher                  | 15 kV, 16,7 Hz              | LZB, PZB                 |
| Üzemben             | Köln–Duisburg                                         | 200 km/h           | 64 km          |                                                                | ICE, IC, Regio, Teher                  | 15 kV, 16,7 Hz              | LZB, PZB                 |
| Üzemben             | Soest–Paderborn                                       | 200 km/h           | 52 km          |                                                                | ICE, IC, Regio, Teher                  | 15 kV, 16,7 Hz              | LZB, PZB                 |
| Im Ausbau           | Saarbrücken–Ludwigshafen                              | 200 km/h           | 127 km         | 2010 (Építés alatt)                                            | ICE 3MF, Regio, Teher                  | 15 kV, 16,7 Hz              |                          |
| Im Ausbau           | Augsburg–Olching–München (siehe auch oben im Betrieb) | 230 km/h           | 43 km          | 2010 (Építés alatt)                                            | ICE, EC/IC, TGV, Regio, Teher          | 15 kV, 16,7 Hz              |                          |
| Im Ausbau           | Riesa–Drezda                                          | 200 km/h           | 54 km          | 2010 (Építés alatt)                                            | ICE, IC, Regio, Lausitz-Express, Teher | 15 kV, 16,7 Hz              |                          |
| Építés alatt        | Karlsruhe–Bázel (siehe auch oben im Betrieb)          | 250 km/h           | 182 km         | 2015 (Építés alatt)                                            | ICE, EC/IC, TGV, Teher                 | 15 kV, 16,7 Hz              | ETCS Level 2             |
| Építés alatt        | Erfurt–Leipzig/Halle                                  | 300 km/h           | 123 km         | 2015 (Építés alatt)                                            | ICE, Teher                             | 15 kV, 16,7 Hz              | ETCS Level 2             |
| Építés alatt        | Ebensfeld–Erfurt                                      | 300 km/h           | 107 km         | 2016 (Építés alatt)                                            | ICE, Teher                             | 15 kV, 16,7 Hz              | ETCS Level 2             |
| Építés alatt        | Stuttgart–Wendlingen                                  | 250 km/h           | ca. 30 km      | 2019 (Építés alatt)                                            | ICE, TGV, Teher, Regio                 | 15 kV, 16,7 Hz              | ETCS Level 2             |
| Építés alatt        | Wendlingen–Ulm                                        | 250 km/h           | 58 km          | 2019 (Építés alatt)                                            | ICE, TGV, Teher (eingeschränkt)        | 15 kV, 16,7 Hz              | ETCS Level 2             |
| Építés alatt        | Frankfurt–Mannheim                                    | 300 km/h           | 85 km          | 2017 (Építés alatt)                                            | ICE, Teher                             | 15 kV, 16,7 Hz              | ETCS Level 2             |
| Építés alatt        | Hannover–Hamburg / Bréma                              |                    |                |                                                                | ICE, Teher                             | 15 kV, 16,7 Hz              | ETCS Level 2             |
| Ausbau Építés alatt | Petershausen–Rohrbach                                 | 190 km/h           | 23 km          | 2013 (Építés alatt)                                            | ICE, Regio, Teher                      | 15 kV, 16,7 Hz              | LZB, PZB                 |
| Ausbau Építés alatt | Düren–Langerwehe                                      | 200 km/h           | 10 km          |                                                                | ICE 3M, Thalys                         | 15 kV, 16,7 Hz              | ETCS Level 1/2, LZB, PZB |
| Ausbau Építés alatt | Nürnberg–Ebensfeld                                    | 230 km/h           | 83 km          | 2015 (Építés alatt)                                            | ICE, Regio, Teher                      | 15 kV, 16,7 Hz              | ETCS Level 2             |
| Ausbau Építés alatt | Frankfurt–Fulda                                       | 200 km/h           | bislang 103 km | 2015 (Építés alatt)                                            | ICE                                    | 15 kV, 16,7 Hz              | LZB, PZB                 |
| Ausbau Építés alatt | Neuoffingen–Neu-Ulm                                   | 200 km/h           | 27 km          | 2015 (Építés alatt)                                            | ICE, TGV, Teher, IC, Regio             | 15 kV, 16,7 Hz              | ETCS Level 2             |
| Ausbau Építés alatt | Berlin–Drezda                                         | 200 km/h           | 193 km         | 2018 (Építés alatt)                                            | IC, EC, Vogtland-Express, Regio, Teher | 15 kV, 16,7 Hz              | ETCS Level 2             |
| Ausbau Építés alatt | Eisenach-Erfurt                                       | 200 km/h           | 56 km          | 2015+ (im Rahmen der NBS Erfurt-Leipzig optional Építés alatt) | ICE, IC, Regio, Teher                  | 15 kV, 16,7 Hz              | LZB, PZB                 |
| Studien             | Drezda–Prága                                          | 300 km/h           |                |                                                                | ICE, SC                                | 15 kV, 16,7 Hz              | ETCS Level 2             |
| Studien             | Regensburg–Pilsen                                     | 200 km/h           |                |                                                                | ICE, SC                                | 15 kV, 16,7 Hz 25 kV, 50 Hz | ETCS Level 2             |

### Svájc
| Vonal        | Vonal                                            | Maximális sebesség | Hossz | Üzembe helyezés     | Vonattípus                                              | Áramrendszer   | Biztosító berendezés |
| ------------ | ------------------------------------------------ | ------------------ | ----- | ------------------- | ------------------------------------------------------- | -------------- | -------------------- |
| Üzemben      | Mattstetten–Rothrist, Bern – Olten               | 200 km/h           | 45 km | 2004                | ICN, IC2000, ICE, Cisalpino (ETR 470), Teher (éjjel)    | 15 kV, 16,7 Hz | ETCS Level 2         |
| Üzemben      | Lötschberg-bázisalagút, Frutigen – Visp          | 200 km/h           | 34 km | 2007                | IC2000, Cisalpino (ETR 470), Cisalpino (ETR 610), Teher | 15 kV, 16,7 Hz | ETCS Level 2         |
| Építés alatt | Altdorf – Osogna (inkl. Gotthárd-bázisalagút)    | 250 km/h           | 66 km | 2017 (Építés alatt) | IC/EC, Teher                                            | 15 kV, 16,7 Hz | ETCS Level 2         |
| Építés alatt | Giubiasco – Vezia b. Lugano (Ceneri-bázisalagút) | 250 km/h           | 18 km | 2019 (Építés alatt) | IC/EC, Regionalexpress, Teher                           | 15 kV, 16,7 Hz | ETCS Level 2         |
| Építés alatt | Simplonlinie im Wallis (ZEB)                     | 200 km/h           |       |                     | EC, IC, IR, Regio, Teher                                | 15 kV, 16,7 Hz | ETCS Level 2         |

### Egyesült Királyság
| Vonal   | Vonal                                                                | Maximális sebesség | Hossz | Üzembehelyezés | Vonattípus                            | Áramrendszer | Biztosító berendezés |
| ------- | -------------------------------------------------------------------- | ------------------ | ----- | -------------- | ------------------------------------- | ------------ | -------------------- |
| Üzemben | Channel Tunnel Rail Link (1. szekció), Eurotunnel – Fawkham Junction | 300 km/h           | 74 km | 2003           | Eurostar, British Rail 395 (2009-től) | 25 kV, 50 Hz | TVM430               |
| Üzemben | Channel Tunnel Rail Link (2. szekció), Fawkham Junction – London     | 300 km/h           | 40 km | 2007           | Eurostar, British Rail 395 (2009-től) | 25 kV, 50 Hz | TVM430               |

### Belgium

Gyorsvasúti vonalak Belgiumban

A Belgiumban közlekedő nagysebességű vonat neve Thalys.
| Vonal        | Vonal                                                      | Maximális sebesség | Hossz | Üzembehelyezés                     | Vonattípus            | Áramrendszer | Biztosító berendezés |
| ------------ | ---------------------------------------------------------- | ------------------ | ----- | ---------------------------------- | --------------------- | ------------ | -------------------- |
| Üzemben      | HSL 1, Brüssel–Lille (Anschluss an LGV Nord)               | 300 km/h           | 88 km | 1997                               | TGV, Eurostar, Thalys | 25 kV, 50 Hz | TVM430               |
| Üzemben      | HSL 2, Löwen–Ans (Strecke Brüssel-Lüttich)                 | 300 km/h           | 62 km | 2002                               | Thalys, ICE 3M        | 25 kV, 50 Hz | TBL2                 |
| Építés alatt | HSL 3, Chênée-Walhorn (Strecke Lüttich–Aachen)             | 250 km/h           | 42 km | 2009                               | Thalys, ICE 3M        | 25 kV, 50 Hz | ETCS Level 2         |
| Építés alatt | HSL 4, Brüssel-Antwerpen–Rotterdam (Anschluss an HSL-Zuid) | 300 km/h           | 87 km | frühestens 2008 (nicht terminiert) | Thalys                | 25 kV, 50 Hz | ETCS Level 2         |

### Finnország
| Vonal   | Vonal                                       | Maximális sebesség | Hossz  | Üzembehelyezés | Vonattípus    | Áramrendszer | Biztosító berendezés |
| ------- | ------------------------------------------- | ------------------ | ------ | -------------- | ------------- | ------------ | -------------------- |
| Üzemben | Neubaustrecke Kerava–Lahti (Helsinki–Lahti) | 220 km/h           | 76 km  | 2006           | Pendolino Sm3 | 25 kV, 50 Hz |                      |
| Üzemben | Salo–Turku, Ausbau                          | 180 km/h           | 56 km  | 1997           | Pendolino Sm3 | 25 kV, 50 Hz |                      |
| Üzemben | Karjaa–Salo, Ausbau                         | 200 km/h           | 45 km  | 1997           | Pendolino Sm3 | 25 kV, 50 Hz |                      |
| Üzemben | Riihimäki–Tampere, Ausbau                   | 200 km/h           | 116 km |                | Pendolino Sm3 | 25 kV, 50 Hz |                      |
| Üzemben | Tampere–Seinäjoki, Ausbau                   | 160 km/h           | 190 km |                | Pendolino Sm3 | 25 kV, 50 Hz |                      |

### Franciaország

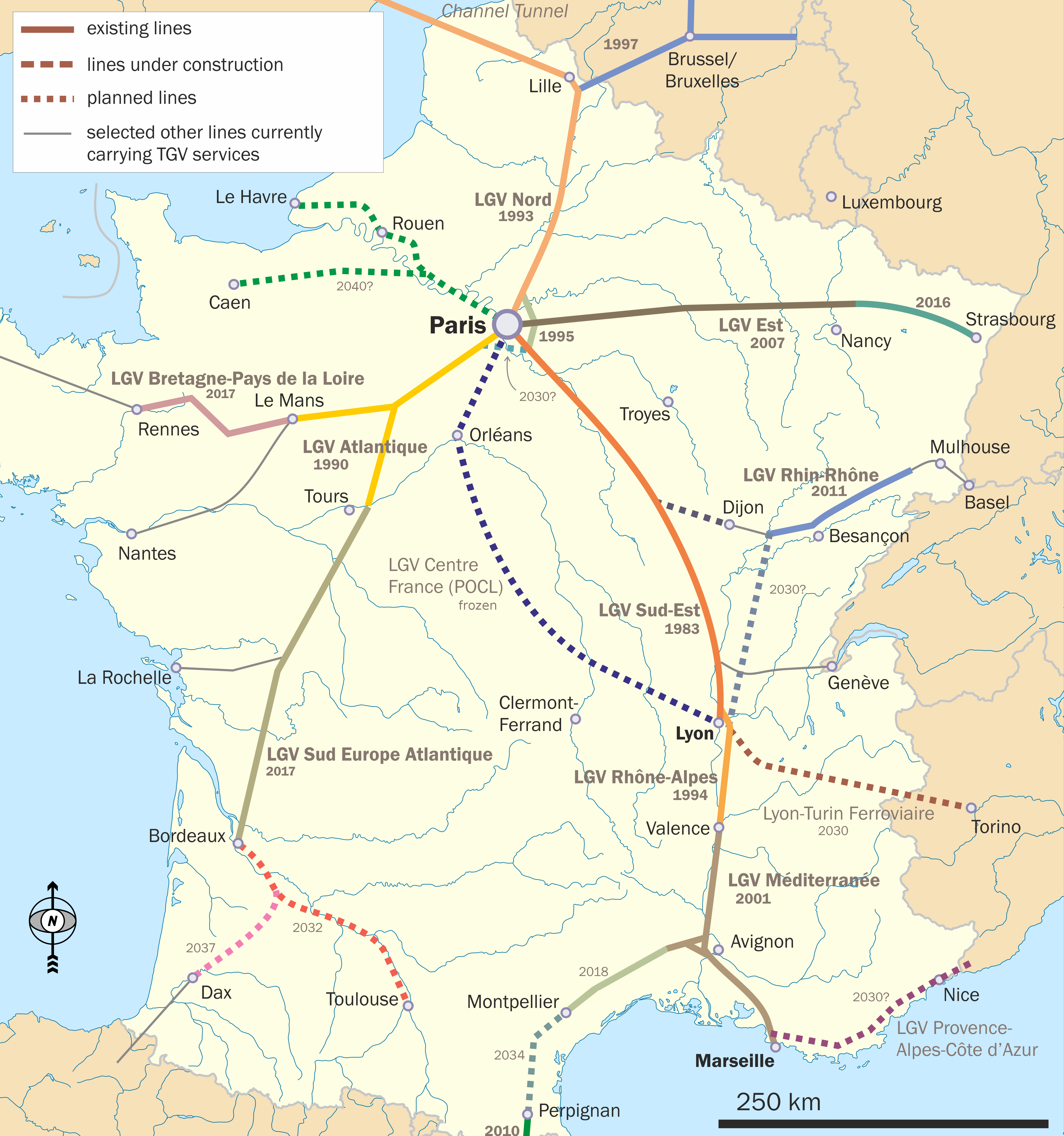
Folyamatos vonal: Meglévő vonalak
Szaggatott vonalak: Épülő, tervezés alatt álló vonalak

| Vonal            | Vonal                                                             | Maximális sebesség                          | Hossz   | Üzembehelyezés   | Vonattípus                   | Áramrendszer | Biztosító berendezés |
| ---------------- | ----------------------------------------------------------------- | ------------------------------------------- | ------- | ---------------- | ---------------------------- | ------------ | -------------------- |
| Üzemben          | LGV Sud-Est, Paris–Lyon                                           | 300 km/h                                    | 409 km  | 1981             | TGV                          | 25 kV, 50 Hz | TVM                  |
| Üzemben          | LGV Atlantique, Paris–Le Mans/Tours                               | 300 km/h                                    | 279 km  | 1989             | TGV                          | 25 kV, 50 Hz | TVM                  |
| Üzemben          | LGV Nord, Paris–Lille–Eurotunnel/Belgische Grenze                 | 300 km/h                                    | 333 km  | 1993             | TGV, Eurostar, Thalys        | 25 kV, 50 Hz | TVM                  |
| Üzemben          | LGV Rhône-Alpes, Lyon–Valence                                     | 320 km/h                                    | 115 km  | 1994             | TGV                          | 25 kV, 50 Hz | TVM                  |
| Üzemben          | LGV Interconnexion Est, Umfahrung Paris                           | 270 km/h                                    | 57 km   | 1994             | TGV                          | 25 kV, 50 Hz | TVM                  |
| Üzemben          | LGV Méditerranée, Valence–Marseille/Nîmes                         | 300 km/h                                    | 250 km  | 2001             | TGV                          | 25 kV, 50 Hz | TVM                  |
| Üzemben          | LGV Est européenne (Abschnitt West), Vaires-sur-Marne–Baudrecourt | 320 km/h                                    | 301 km  | 2007             | TGV, ICE 3MF                 | 25 kV, 50 Hz | TVM & ETCS Level 2   |
| Üzemben          | Les Aubrais (Orléans)–Vierzon                                     | 200 km/h (abschnittweise)                   |         |                  | Téoz, RE, Regio, Teher       | 1,5 kV, DC   | KVB                  |
| Üzemben          | Tours–Bordeaux                                                    | TGV: 220 km/h (abschnittweise)              |         |                  | TGV, D, RE, Regio, Teher     | 1,5 kV, DC   | KVB                  |
| Üzemben          | Connerré–Le Mans                                                  | TGV: 220 km/h (abschnittweise)              |         |                  | TGV, RE, Regio, Teher        | 1,5 kV, DC   | KVB                  |
| Üzemben          | Le Mans–Nantes                                                    | TGV: 220 km/h (abschnittweise)              |         |                  | TGV, RE, Regio, Teher        | 1,5 kV, DC   | KVB                  |
| Üzemben          | Strasbourg–Mulhouse–Saint-Louis                                   | TGV: 220 km/h (abschnittweise)              |         |                  | TGV, EC, D, RE, Regio, Teher | 25 kV, 50 Hz | KVB                  |
| Üzemben          | LGV Perpignan–Figueres                                            | 350 km/h                                    | 44,4 km | 2009             | TGV, AVE                     | 25 kV, 50 Hz | ETCS Level 2         |
| Üzemben          | LGV Rhin-Rhône (Abschnitt Ost), Belfort–Dijon                     | 350 km/h                                    | 148 km  | 2011             | TGV                          | 25 kV, 50 Hz | ETCS Level 2         |
| tervezett        | LGV Est européenne (Abschnitt Ost), Baudrecourt–Vendenheim        | 350 km/h                                    | 106 km  | 2014 (tervezett) | TGV, ICE 3MF                 | 25 kV, 50 Hz | ETCS Level 2         |
| tervezett        | LGV Bretagne-Pays de la Loire, Le Mans–Rennes                     | 350 km/h                                    | 200 km  | 2012 (tervezett) | TGV                          | 25 kV, 50 Hz |                      |
| tervezett        | LGV Rhin-Rhône (Abschnitt Süd), Auxonne–Bourg-en-Bresse           | 350 km/h                                    | 140 km  |                  | TGV                          | 25 kV, 50 Hz |                      |
| tervezett        | LGV Rhin-Rhône (Abschnitt West), Dijon–Aisy                       | 350 km/h                                    | 60 km   |                  | TGV                          | 25 kV, 50 Hz |                      |
| tervezett        | LGV Sud Europe Atlantique, Tours–Bordeaux                         | 350 km/h                                    | 341 km  | 2016 (tervezett) | TGV                          | 25 kV, 50 Hz | ETCS Level 2         |
| tervezett        | LGV Languedoc-Roussillon, Nîmes–Montpellier                       | 350 km/h                                    | 60 km   | 2013 (tervezett) | TGV                          | 25 kV, 50 Hz | ETCS Level 2         |
| tervezett        | LGV Languedoc-Roussillon, Montpellier–Perpignan                   |                                             | 135 km  | 2016 (tervezett) | TGV                          | 25 kV, 50 Hz |                      |
| tervezett        | LGV Bordeaux-Toulouse                                             |                                             | 250 km  |                  | TGV                          | 25 kV, 50 Hz |                      |
| Nemzetközi vonal | LGV Lyon–Turin                                                    |                                             |         |                  |                              |              |                      |
| tervezett        | LGV Provence-Alpes-Côte d’Azur, Marseille–Toulon–Nizza            |                                             |         | 2020             | TGV                          | 25 kV, 50 Hz |                      |
| Idee             | Rennes–Brest/Quimper                                              | 200 km/h (abschnittweise, mit Neigetechnik) |         |                  |                              | 25 kV, 50 Hz | KVB                  |
| Idee             | Paris (Gare d'Austerlitz)-Bourges-Lyon                            | 360 km/h                                    |         | 2018-2020        |                              | 25 kV, 50 Hz |                      |

### Olaszország

Az olasz nagysebességű vasúthálózat

Olaszországban jelenleg a nagysebességű hálózat, a Treno Alta Velocità, egy része építés alatt áll. A TAV hálózat célja, hogy gyors összeköttetést biztosítson az olasz nagyvárosok között és tehermentesítse a meglévő hálózatot. A régi hálózaton a TAV befejezése után a lassabb személyszállító vonatok és tehervonatok fognak csak közlekedni. A hálózat később kapcsolódni fog a francia TGV, német ICE és spanyol AVE hálózatokhoz.
| Vonal             | Vonal                                                          | Maximális sebesség | Hossz                       | Üzembehelyezés        | Vonattípus                                                          | Áramrendszer | Biztosító berendezés |
| ----------------- | -------------------------------------------------------------- | ------------------ | --------------------------- | --------------------- | ------------------------------------------------------------------- | ------------ | -------------------- |
| Üzemben           | Firenze-Róma                                                   | 250 km/h           | 253,6 km                    | 1978                  | ETR 500 sorozat, ETR 480, később AGV, Teher (v. a. nachts)          | 3 kV, DC     | SCMT                 |
| Üzemben           | Torino–Novara                                                  | 300 km/h           | 84 km                       | 2006                  | ETR 500 sorozat, ETR 480, Teher (v. a. nachts)                      | 25 kV, 50 Hz | ETCS Level 2         |
| Üzemben           | Róma–Gricignano                                                | 300 km/h           | 195 km                      | 2006                  | ETR 500 sorozat, ETR 480, später AGV, Teher (v. a. nachts)          | 25 kV, 50 Hz | ETCS Level 2         |
| Üzemben           | Padua–Mestre                                                   | 300 km/h           | 24 km                       | 2006                  | ETR 500 sorozat, ETR 480, ETR 470, Teher (v. a. nachts)             | 3 kV, DC     |                      |
| Üzemben           | Milánó–Treviglio                                               | 300 km/h           | 24 km                       | 2007                  | ETR 500 sorozat, ETR 480, ETR 470, Teher (v. a. nachts)             | 3 kV, DC     |                      |
| durch NBS ersetzt | Róma–Nápoly                                                    | 200 km/h (?)       |                             |                       |                                                                     | 3 kV, DC     |                      |
| durch NBS ersetzt | Milánó–Bologna (abschnittweise)                                | 200 km/h           |                             |                       |                                                                     | 3 kV, DC     |                      |
| In Betrieb        | Gricignano–Nápoly                                              | 300 km/h           | 9,6 km                      | 2008                  | ETR 500 sorozat, ETR 485, später AGV, Teher (v. a. nachts)          | 25 kV, 50 Hz | ETCS Level 2         |
| Üzemben           | Milánó-Bologna                                                 | 300 km/h           | 182 km                      | 14.Dez. 2008          | ETR 500 sorozat, ETR 485, ETR 600, később AGV, Teher (v. a. nachts) | 25 kV, 50 Hz | ETCS Level 2         |
| Építés alatt      | Bologna-Firenze                                                | 300 km/h           | 78 km                       | Dez. 2009 (tervezett) | ETR 500 sorozat, ETR 480, ETR 470, később AGV, Teher (v. a. nachts) | 25 kV, 50 Hz | ETCS Level 2         |
| Építés alatt      | Novara–Milánó                                                  | 300 km/h           | 41 km                       | Dez. 2009 (tervezett) | ETR 500 sorozat, ETR 480, Teher (v. a. nachts)                      | 25 kV, 50 Hz | ETCS Level 2         |
| Építés alatt      | Tortona–Genova                                                 | 250 km/h (160 mph) | 53 km (33 mi)               | 2022                  |                                                                     |              |                      |
| Tervezés alatt    | Genua–Terzo Valico dei Giovi                                   |                    | 63 km                       | 2013 (tervezett)      | ETR, Teher (v. a. nachts)                                           | 25 kV, 50 Hz | ETCS Level 2         |
| Tervezés alatt    | Treviglio–Verona                                               | 300 km/h           | 112 km                      | 2012 (tervezett)      | ETR, Teher (v. a. nachts)                                           | 25 kV, 50 Hz | ETCS Level 2         |
| Tervezés alatt    | Verona–Padua                                                   |                    | 80 km                       | 2013 (tervezett)      | ETR, Teher (v. a. nachts)                                           | 25 kV, 50 Hz | ETCS Level 2         |
| Nemzetközi vonal  | Bussoleno–Saint-Jean-de-Maurienne (F) (Mont-Cenis-Basistunnel) |                    |                             |                       | EC, Teher                                                           |              | ETCS                 |
| Nemzetközi vonal  | Franzensfeste–Innsbruck (A) (Brenner-bázisalagút)              | 250 km/h           | 55 km (Inntaltunnel nélkül) | 2022 (tervezett)      | ICE/Eurostar Italia, EC, Teher                                      | 25 kV, 50 Hz | ETCS                 |
| Tervezés alatt    | Torino–Bussoleno                                               |                    |                             |                       | EC, Teher                                                           |              |                      |
| Tervezés alatt    | Verona–Franzensfeste                                           |                    |                             |                       | EC, IC, Teher                                                       |              |                      |
| Tervezés alatt    | Seregno–Chiasso                                                |                    |                             |                       | EC, IC, Teher                                                       |              |                      |
| Idee              | Milánó/Monza–Seregno                                           |                    |                             |                       | EC, D, RE, Regio                                                    |              |                      |

### Dél-Korea

KTX Netzplan.

### Hollandia
| Vonal         | Vonal                                                           | Maximális sebesség | Hossz  | Üzembehelyezés   | Vonattípus   | Áramrendszer | Biztosító berendezés |
| ------------- | --------------------------------------------------------------- | ------------------ | ------ | ---------------- | ------------ | ------------ | -------------------- |
| Im Vorbetrieb | HSL-Zuid Amsterdam – Rotterdam – Antwerpen (Anschluss an HSL 4) | 300 km/h           | 125 km | 2009 (?)         | Thalys, V250 | 25 kV, 50 Hz | ETCS Level 2         |
| tervezett     | HSL-Oost Amsterdam – Utrecht                                    | 200 km/h           |        | 2015 (tervezett) | ICE          | 25 kV, 50 Hz | ATB ETCS Level 2     |

### Norvégia
| Vonal        | Vonal                                          | Maximális sebesség | Hossz  | Üzembehelyezés                       | Vonattípus | Áramrendszer  | Biztosító berendezés |
| ------------ | ---------------------------------------------- | ------------------ | ------ | ------------------------------------ | ---------- | ------------- | -------------------- |
| Üzemben      | Gardermoen nagysebességű vasútvonal, újépítésű | 210 km/h           | 48 km  | 1999                                 | Flytoget   | 15 kV 16,7 Hz |                      |
| Építés alatt | Oslo-Porsgrunn, újépítésű                      | 200 km/h           | 150 km | erster Teil 1995 Fertigstellung 2015 |            |               |                      |
| tervezett    | Gardermoen-Hamar, újépítésű                    | 200 km/h           | 80 km  | 2020 (tervezett)                     |            |               |                      |
| Idee         | Hamar-Trondheim, újépítésű                     | 250 km/h           | 370 km | ≥2030                                |            |               |                      |

### Portugália[4]
| Vonal                    | Vonal            | Maximális sebesség | Hossz                            | Üzembehelyezés   | Vonattípus | Áramrendszer | Biztosító berendezés |
| ------------------------ | ---------------- | ------------------ | -------------------------------- | ---------------- | ---------- | ------------ | -------------------- |
| tervezett                | Madrid–Lisszabon | 350 km/h           | 203 km (Lisszabon-spanyol határ) | 2013 (tervezett) | TGV, Teher | 25 kV, 50 Hz |                      |
| tervezett                | Lisszabon–Porto  | 300 km/h           | 292 km                           | 2015 (tervezett) | TGV        | 25 kV, 50 Hz |                      |
| tervezett                | Porto–Vigo       | 250 km/h           | 100 km (Porto-spanyol határ)     | 2013 (tervezett) | TGV, teher |              |                      |
| International vereinbart | Aveiro–Salamanca |                    |                                  |                  |            |              |                      |
| International vereinbart | Faro–Huelva      |                    |                                  |                  |            |              |                      |

## Ázsia

### Kína

Kína meglévő nagysebességű vasútvonalai 2020-ban

| Vonal   | Vonal                | Maximális sebesség | Hossz   | Üzembehelyezés | Vonattípus     | Áramrendszer | Biztosító berendezés |
| ------- | -------------------- | ------------------ | ------- | -------------- | -------------- | ------------ | -------------------- |
| Üzemben | Sanghaj maglev vasút | 430 km/h           | 30 km   | 2003           | Transrapid SMT | ?            | ?                    |
| Üzemben | Peking–Tiencsin      | 350 km/h           | 115 km  | 2008           | CRH-2 CRH-3    | 25 kV 50 Hz  | ETCS                 |
| Üzemben | Csengcsou–Hszian     | 300 km/h           | 460 km  | 2009           | CRH-3          | 25 kV 50 Hz  | ETCS                 |
| Üzemben | Vuhan–Kanton         | 300 km/h           | 960 km  | 2009           | CRH-3          | 25 kV 50 Hz  | ETCS                 |
| Üzemben | Peking–Sanghaj       | 380 km/h           | 1302 km | 2011           | CRH380A        | 25 kV 50 Hz  |                      |
| Üzemben | Kanton-Sencsen       | 220 km/h           | 146 km  |                | CRH1           | 25 kV 50 Hz  |                      |
| Üzemben | Csinhuangtao-Senjang | 250 km/h           | 405 km  | 2003           | CRH5           | 25 kV 50 Hz  |                      |
| Üzemben | Sicsiacsuang-Tajjüan | 250 km/h           | 190 km  | 2009           |                | 25 kV 50 Hz  |                      |
| Üzemben | Hofej-Vuhan          | 350 km/h           | 250 km  | 2009           |                | 25 kV 50 Hz  |                      |
| Üzemben | Sanghaj–Nanking      | 350 km/h           | 301 km  | 2009           | CRH2C és CRH3C | 25 kV 50 Hz  |                      |

### Japán

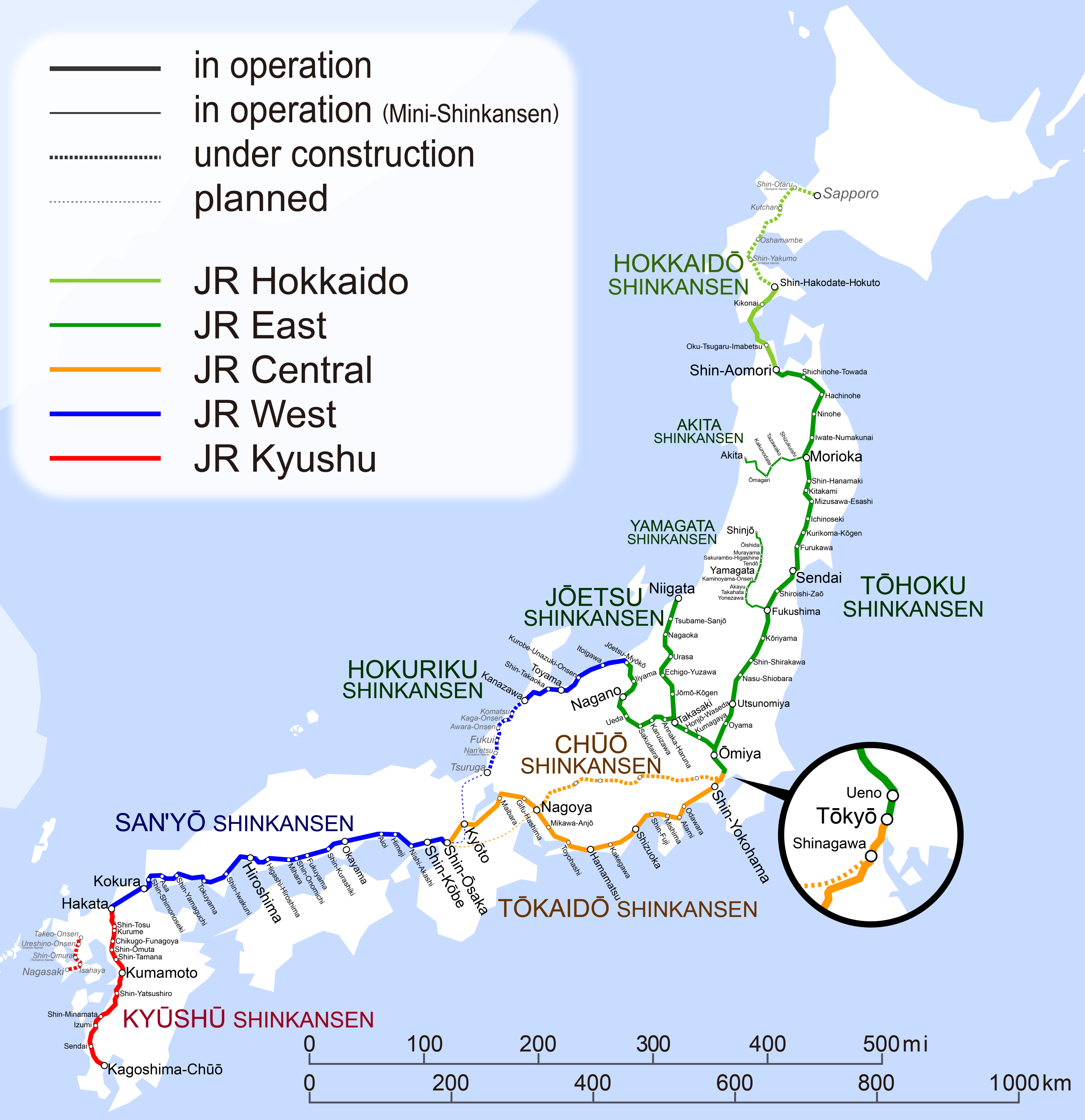
Sinkanszen vonalak

Fő szócikk:Sinkanszen
| Vonal        | Vonal                                               | Maximális sebesség | Hossz    | Üzembehelyezés   | Vonattípus                           | Áramrendszer                                                    | Biztosító berendezés |
| ------------ | --------------------------------------------------- | ------------------ | -------- | ---------------- | ------------------------------------ | --------------------------------------------------------------- | -------------------- |
| Üzemben      | Tókaidó Sinkanszen, Tokió–Sin-Oszaka                | 285 km/h           | 515,4 km | 1964             | Sinkanszen                           | 25 kV, 60 Hz                                                    |                      |
| Üzemben      | Szanjó Sinkanszen, Sin-Oszaka–Fukuoka               | 300 km/h           | 553,7 km | 1972–1975        | Sinkanszen                           | 25 kV, 60 Hz                                                    |                      |
| Üzemben      | Tóhoku Sinkanszen, Tokió–Sin-Aomori                 | 320 km/h           | 674,9 km | 1982–2010        | Sinkanszen                           | 25 kV, 50 Hz                                                    |                      |
| Üzemben      | Dzsóecu Sinkanszen, Ómija–Niigata                   | 240 km/h           | 269,5 km | 1982             | Sinkanszen                           | 25 kV, 50 Hz                                                    |                      |
| Üzemben      | Hokuriku Sinkanszen, Takaszaki – Kanazava           | 260 km/h           | 345,5 km | 1997-2015        | Sinkanszen                           | 25 kV, 50 Hz(Takasaki–Karuizawa)/25 kV, 60 Hz(Karuizawa–Nagano) |                      |
| Üzemben      | Kjúsú Sinkanszen, Fukuoka–Kagoshima-Csúó            | 260 km/h           | 256,8 km | 2004–2011        | Sinkanszen                           | 25 kV, 60 Hz                                                    |                      |
| Üzemben      | Hokkaidó Sinkanszen, Sin-Aomori–Sin-Hakodate-Hokuto | 260 km/h           | 148,8 km | 2016             | Sinkanszen                           | 25 kV, 50 Hz                                                    |                      |
| Üzemben      | Nisikjúsú-Shinkansen, Takeo-onszen–Nagaszaki        | 260 km/h           | 66 km    | 2022             | Sinkanszen (1067 mm nyomtávolságúak) | 25 kV, 60 Hz                                                    |                      |
| Építés alatt | Hokuriku Sinkanszen, Kanazava–Curuga                |                    | 125,1 km | 2022 (tervezett) | Sinkanszen                           | 25 kV, 60 Hz                                                    |                      |

### Oroszország
| Vonal   | Vonal                            | Maximális sebesség | Hossz    | Üzembehelyezés | Vonattípus | Áramrendszer | Biztosító berendezés |
| ------- | -------------------------------- | ------------------ | -------- | -------------- | ---------- | ------------ | -------------------- |
| Üzemben | Moszkva–Szentpétervár-vasútvonal | 200 km/h           | 649,7 km | 2001           | ER200      |              |                      |

### Tajvan

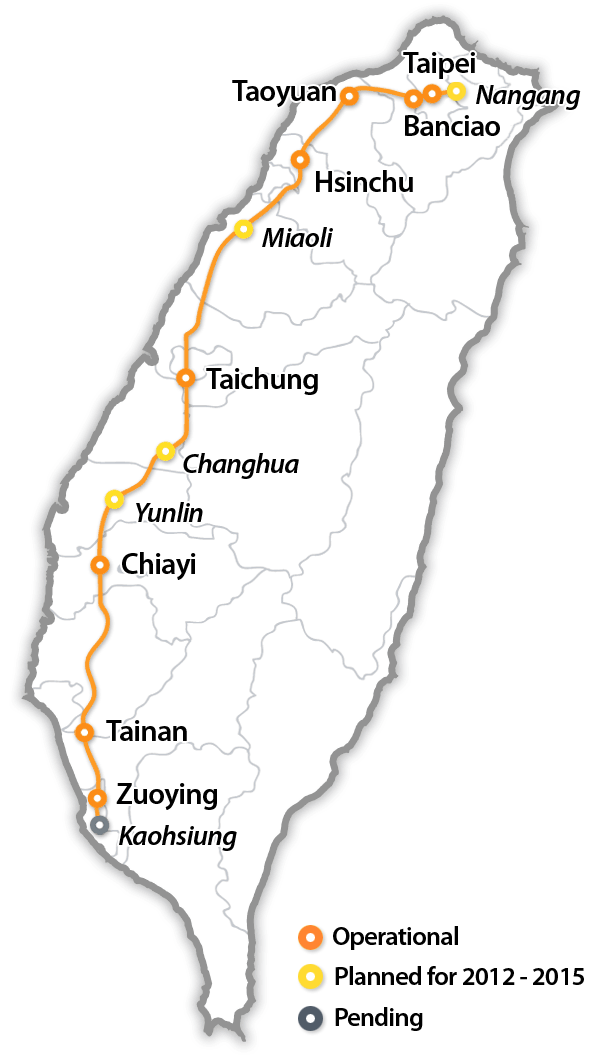
A Tajvani nagysebességű vasút térképe

Tajvanon egy nagysebességű vasútvonal van, a Tajvani nagysebességű vasút. Ezen a Taiwan High Speed 700T motorvonatok közlekednek.
| Vonal   | Vonal                                         | Maximális sebesség | Hossz  | Üzembehelyezés | Vonattípus             | Áramrendszer | Biztosító berendezés |
| ------- | --------------------------------------------- | ------------------ | ------ | -------------- | ---------------------- | ------------ | -------------------- |
| Üzemben | Tajvani nagysebességű vasút, Taipei - Zuoying | 300 km/h           | 345 km | 2007           | Taiwan High Speed 700T |              |                      |

### Törökország

Törökország üzemelő és tervezett nagysebességű vasútvonala

A Török Államvasutak, (TCDD), Isztambul–Ankara között épített nagysebességű vasútvonalat. A vasútvonal első szakaszán 2007-ben megkezdődtek a próbák a Trenitáliától bérelt ETR 500 sorozat motorvonatokkal.
Bővebben:Törökország nagysebességű vasúti közlekedése

## Észak- és Dél-Amerika

### USA
Az USA-ban jelenleg csak egy nagysebességű vonal van, a Northeast Corridor, melyen az Amtrak üzemelteti az Acela Expresseket. Tervben van azonban további vonalak építése is. A megvalósuláshoz a legközelebb álló a kaliforniai terv.
| Vonal     | Vonal                                                                      | Maximális sebesség | Hossz   | Üzembehelyezés | Vonattípus | Áramrendszer | Biztosító berendezés |
| --------- | -------------------------------------------------------------------------- | ------------------ | ------- | -------------- | ---------- | ------------ | -------------------- |
| Üzemben   | Washington - New York - Boston (Northeast Corridor, Ausbau)                | akár 240 km/h      | 720 km  | 2000           | Acela      | 25kV 60 Hz   | ?                    |
| tervezett | Los Angeles-San Diego, Los Angeles-San Francisco és tovább. Bővebben: CHSR | 350 km/h           | 1100 km | 2020 után      |            |              |                      |

### Brazília
| Vonal     | Vonal                    | Maximális sebesség | Hossz  | Üzembehelyezés | Vonattípus | Áramrendszer | Biztosító berendezés |
| --------- | ------------------------ | ------------------ | ------ | -------------- | ---------- | ------------ | -------------------- |
| tervezett | Sao Paulo-Rio de Janeiro | ?                  | 440 km | 2014           | ?          | ?            | ?                    |
| tervezett | Sao Paulo- Viracopos     | ?                  | 80 km  | 2014           | ?          | ?            | ?                    |

## Technische Anforderungen
|                                                         | Minimale Anforderung | ≤ 120 km/h | ≤ 230 km/h | ≤ 300 km/h                                | ≤ 350 km/h                                               |
| Gleisabstand                                            | 3,5 m                | 3,8 m      | 4,0 m      | - Franciaország 4,2 m - Németország 4,5 m | - Tajvan 4,5 m - Spanyolország 4,7 m - Olaszország 5,1 m |
| Kurvenradien (bei Überhöhung 120 mm, ohne Neigetechnik) |                      | 625 m      | 2300 m     | 4000 m                                    | 5400 m                                                   |